# Eryphanis novicia
Eryphanis novicia är en fjärilsart som beskrevs av Hans Ferdinand Emil Julius Stichel 1904. Eryphanis novicia ingår i släktet Eryphanis och familjen praktfjärilar. Inga underarter finns listade i Catalogue of Life.